# Trg Ala-Too
Trg Ala-Too (kir. Ала-тоо аянты; rus. Площадь Ала-Тоо) je središnji trg u glavnom kirgiškom gradu Biškeku. Trg je izgrađen 1984. godine povodom 60. obljetnice kirgiške sovjetsko-socijalističke republike. Tada je u središtu trga postavljen golemi kip Vladimira Lenjina. Njegov kip je uklonjen 2003. te je premješten u drugi manji gradski trg. Na njegovo mjesto je postavljena nova statua nazvana Erkindik (hrv. Sloboda).
Trg služi kao mjesto proslave državnih blagdana i drugih svečanosti. Tako se 2008. na njemu održala svečana memorijalna ceremonija u čast svjetski poznatom kirgiškom književniku Čingizu Aitmatovu.
24. ožujka 2005. na trgu Ala-Too su se odvijali najveći protesti protiv kirgiške Vlade u sklopu Tulipanske revolucije. Nakon nekoliko tjedana masovnih prosvjeda diljem zemlje, 15.000 nezadovoljnih građana se okupilo na trgu. Povod tome bili su rezultati parlamentarnih izbora koje opozicija nije htjela prihvatiti smatrajući ih lažiranima.
U sukobu građana i policije, dva prosvjednika su ubijena a stotinu ih je ranjeno. Međutim, prosvjednici su uskoro preuzeli kontrolu nad trgom i prisilili kirgiškog predsjednika Askara Akajeva na ostavku i bijeg iz zemlje.